# 1896年アテネオリンピックのイタリア選手団
1896年アテネオリンピックのイタリア選手団（1896ねんアテネオリンピックのイタリアせんしゅだん）は、1896年4月6日から4月15日にかけてギリシャ王国の首都アテネで開催された1896年アテネオリンピックのイタリア選手団、およびその競技結果。

## 概要
今大会、イタリアからはジュゼッペ・リヴァベッラ（Giuseppe Rivabella）が参加した。リヴァベッラは射撃200mミリタリーライフルに出場したものの記録なしに終わった。この他、カルロ・アイロルディもオリンピックに参加するためイタリアからアテネへ徒歩で向かったが、以前のマラソンレースで賞金を受け取ったことが問題視されアマチュア規定違反のため参加は認められなかった。

## メダル
なし。